# مخطط صورة
في الاتش ام ال والأكس اتش ام ال مخطط صورة هو مصطلح يستخدم في تصميم المواقع الإلكترونية، ويشير أيضا إلى تطبيقات الوسائط المتعددة. ويوفر وسيلة لعمل روابط تشعيبية داخل الرسم. يعتمد مخطط صورة على قائمة من الإحداثيات تحدد الهدف أو الأهداف المراد تحديدها في الصورة، ليذهب بك عند الضغط على الموضع المعين باحداثيات محددة إلى الصفحة المرتبطة تشعيبيا. (مثال; هناك خريطة تظهر قارات العالم، تستطيع باستخدام مخطط صورة تحديد احداثيات كل قارة بحيث عند الضغط على كل قارة تذهب بك إلى الصفحة التي تم ربطها بحدث الضغط على هذا الموضع من الصورة). الهدف من مخطط صورة هو توفير وسيلة سهلة لربط أجزاء مختلفة من الصورة دون تقسيم الصورة إلى صور منفصلة.

## مثال
```
<imagemap>
Image:Example2.png|150px|alt=Alt text
default [[الصفحة الرئيسية]]
</imagemap>

```

## بناء الجملة
- desc (top-right, bottom-right, bottom-left, top-left or none.)
- poly
- rect
- circle
- default